# Vanellus melanocephalus
Vanellus melanocephalus là một loài chim trong họ Charadriidae.
Đây là loài đặc hữu cao nguyên Ethiopia.